# Pallavolo Montale
La Pallavolo Montale è una società pallavolistica femminile italiana con sede a Castelnuovo Rangone.

## Storia
La Pallavolo Montale viene fondata nel 1984. Dopo aver disputato campionati locali, debutta in Serie B2 nella stagione 2002-03: al termine dell'annata 2006-07 ottiene la promozione in Serie B1, vincendo il proprio girone. L'esperienza nella terza categoria nazionale dura solamente per la stagione 2007-08, poi, a causa del decimo posto in classifica nel girone A, retrocede in Serie B2.
Dopo tre annate concluse con una posizione di metà classifica, nella stagione 2011-12 vince il proprio girone ottenendo la promozione in Serie B1. Nella stagione 2014-15, dopo il secondo posto in classifica, la squadra viene sconfitta nei quarti di finale dei play-off promozione. Lo stesso risultato si ripete nella stagione 2018-19: questa volta però la Pallavolo Montale vince i play-off promozione conquistando l'accesso alla Serie A2, categoria dove debutta nella stagione 2019-20. Al termine dell'annata 2020-21, complice l'ultimo posto in classifica nella pool salvezza, retrocede in Serie B1, ma subito nella stagione successiva riconquista la Serie A2 vincendo i play-off promozione. La partecipazione dura tuttavia solo una stagione: ottenuta la retrocessione in Serie B1 sul campo, la società decide inoltre di rinunciarvi.

## Rosa 2022-2023
| N° | Nome              | Ruolo | Data di nascita   | Nazionalità sportiva |
| -- | ----------------- | ----- | ----------------- | -------------------- |
| 1  | Francesca Mammini | P     | 26 agosto 2004    | Italia               |
| 2  | Giulia Bozzoli    | O     | 23 gennaio 2004   | Italia               |
| 3  | Amelia Bici       | L     | 13 settembre 1998 | Italia               |
| 4  | Ludovica Bonato   | S     | 12 luglio 2004    | Italia               |
| 5  | Sara Angelini     | C     | 13 ottobre 1989   | Italia               |
| 6  | Irene Mescoli     | S     | 10 luglio 2006    | Italia               |
| 9  | Aneta Zojzi       | S     | 23 maggio 2003    | Italia               |
| 10 | Elisa Lancellotti | P     | 23 febbraio 1991  | Italia               |
| 11 | Giulia Visintini  | O     | 26 novembre 1995  | Italia               |
| 12 | Taismary Agüero   | S     | 5 marzo 1977      | Italia               |
| 13 | Alessandra Rossi  | C     | 9 marzo 1997      | Italia               |
| 14 | Alma Frangipane   | S     | 5 settembre 1996  | Italia               |
| 15 | Martina Nordi     | P     | 6 ottobre 2002    | Italia               |
| 16 | Viola Montagnani  | L     | 23 febbraio 2005  | Italia               |
| 17 | Elena Fronza      | C     | 27 aprile 1992    | Italia               |